# Hans Glas GmbH
Hans Glas GmbH is een Duits bedrijf dat bekend werd door de productie van:
- Isaria-landbouwmachines,
- Goggo- en Isaria-scooters,
- Goggomobil-dwergauto's en
- Isar- en Glas-auto's.

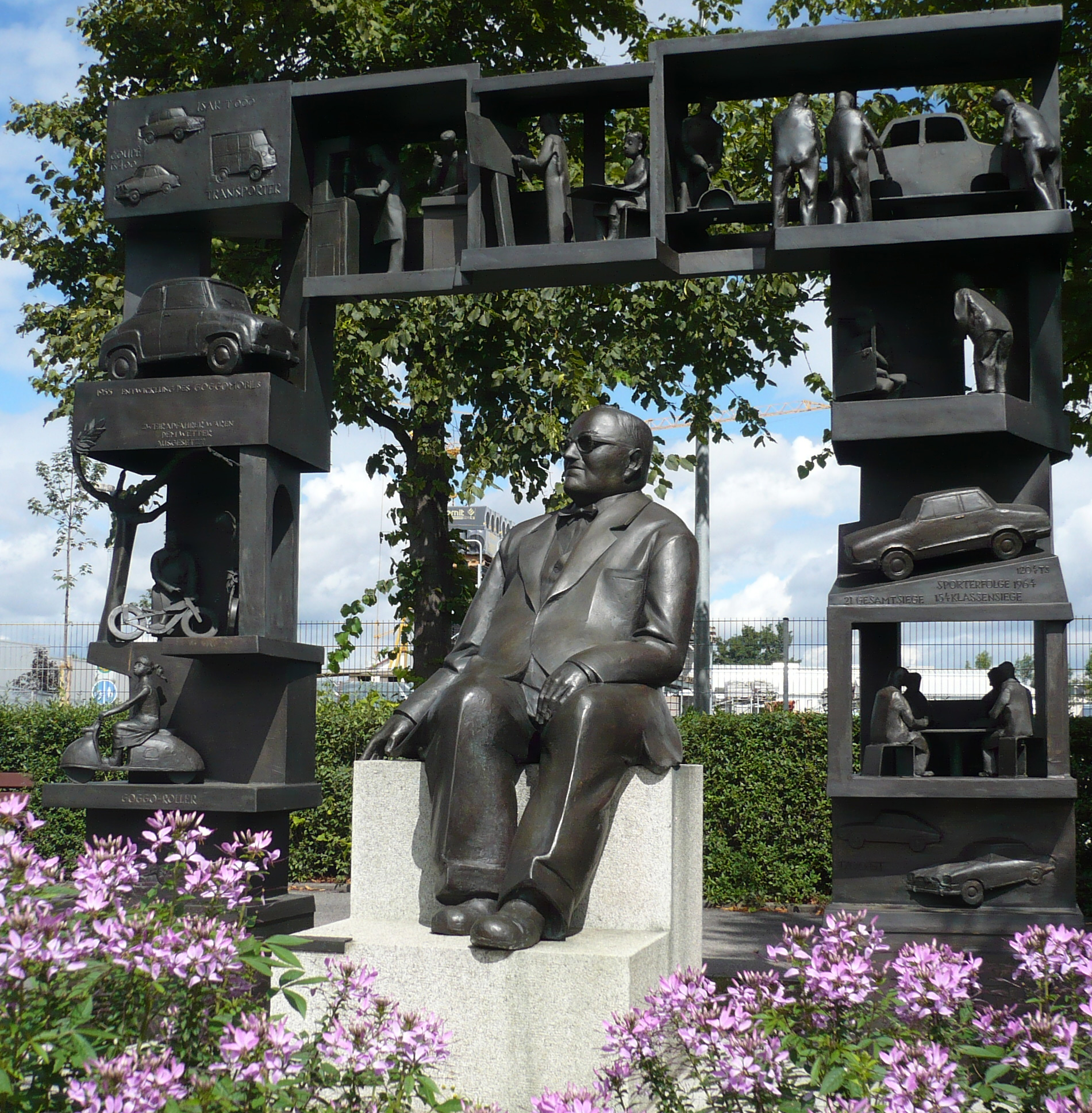
Standbeeld van Hans Glas in Dingolfing. Hij is omgeven met producten uit zijn bedrijf

Het werd in 1966 overgenomen door BMW. De bedrijfsnaam was oorspronkelijk Isaria Maschinenfabrik GmbH, Hans Glas, Dingolfing, Bayern. De Isaria Maschinenfabrik kwam voort uit de reparatiewerkplaats voor landbouwwerktuigen die Marcus Glas al vroeg in de 19e eeuw was begonnen in het Beierse plaatsje Pilsting. Zijn zoon Andreas zette het bedrijf in 1883 voort als "Andreas Glas Reparaturwerkstätte für Landwirtschaftliche Maschinen mit Dampfbetrieb". Vanaf 1905 produceerde hij zaaimachines. In hetzelfde jaar opende hij een vestiging in Dingolfing, waar de productie in 1908 naartoe verhuisde.

## Hans Glas
Adreas' zoon Hans (geboren in 1890) ging al op jonge leeftijd als leerling bij zijn vader aan de slag, maar werd uiteindelijk vertegenwoordiger van de Massey-Harris tractoren. Van 1910 tot 1924 werkte hij in Toronto. Bij de beurskrach van 1929 verloor hij veel kapitaal. Hij woonde inmiddels in de Verenigde Staten en werkte voor de Ford Motor Company, maar werd later afdelingschef bij de Amerikaanse vestiging van Bosch en productieleider bij het motorfietsmerk Indian. Rond 1930 had hij weer een behoorlijk kapitaal opgebouwd en veel technische kennis opgedaan. Hij verhuisde terug naar Duitsland. Vader Andreas had door de slechte economische tijden zijn fabriek moeten verkopen, maar Hans wist alle aandelen terug te kopen en loodste het bedrijf door de Tweede Wereldoorlog. In 1948 was het de grootste zaaimachineproducent in Europa. In 1949 werd het bedrijf een BV: Isaria Maschinenfabrik GmbH.

## Goggo- en Isaria-scooters
In 1949 ging Hans' zoon Andreas naar een landbouwtentoonstelling in Verona, waar hij voor het eerst scooters zag en zelfs een proefrit met een Vespa maakte. Andreas nam zelfs een exemplaar mee naar Dingolfing. Ondanks de scepsis van zijn vader, die bang was dat het bedrijf een dergelijke grote overstap van landbouwmachines naar scooters niet aan zou kunnen, kreeg Andreas toestemming samen met Karl Dompert en Hans Zettler een scooter te ontwikkelen. Ze bouwden drie prototypen, twee met ILO motoren en één met een Sachs blokje.
Na de eerste succesvolle tests in het voorjaar van 1950 kregen ze toestemming de productie op te starten. Al in de zomer van hetzelfde jaar werden de eerste scooters geproduceerd, en in juli werden er al 98 verkocht. Deze machientjes hadden een 98cc ILO-motor met twee versnellingen. De merknaam werd "Goggo", afgeleid van het koosnaampje voor de kleinzoon van Hans Glas, Goggi, maar in verschillende landen zou als merknaam Isaria gevoerd worden. De scooters werden zelfs naar Italië geëxporteerd en ook naar Nederland: Gremi bleef de producten van Glas tot het einde van de firma trouw.
Al snel, zelfs vóórdat de productie werd gestart, werd het blokje vervangen door een drieversnellingsexemplaar van 123cc, eveneens van ILO. Deze machines, met de productienaam MG125V, hadden nog een kamzuiger, maar toen de door Dr. Adolf Schnürle uitgevonden omkeerspoeling in zwang begon te raken (en mogelijk het patent van DKW hierop verviel), kwam de MG125GF op de markt, die een vlakke zuiger had. De scooters werden gewoon als "125" verkocht en bleven tot 1953 in productie. In 1951 kwam ook een 150cc-versie op de markt, in 1952 de "200" en in 1953 de "200 S", die zelfs een elektrische starter had. De 200cc-modellen hadden zelfs een lampje in het motorcompartiment, voor het geval er in het donker gesleuteld moest worden.
De scooters kregen al in 1951 negen koelsleuven in het voorste deel van het motorcompartiment, omdat de eerste uitvoeringen (met vijf koelsleuven) regelmatig koelproblemen hadden. In 1952 werden de werktafels in het bedrijf vervangen door een lopende band. In hetzelfde jaar werden de scooters gewijzigd. Aan de achterkant van het motorcompartiment kwamen aan weerszijden luchtgaten om de koellucht af te voeren. De telescoopvorken werden vervangen door schommelvoorvorken met hydraulische demping. De modellenreeks werd uitgebreid met een aantal 200cc-modellen, de "200" en een 200cc-transportscooter, een driewieler met een laadbak of laadruimte achterop. In 1953 volgde de "200 S". De 200cc-versies hadden grotere wielen dan de andere modellen (10 inch in plaats van 8 inch). De 200 S had een elektrische starter.

### Transportscooter
De transportscooter verscheen in eerste instantie als prototype met kettingaandrijving. De uiteindelijke versie van deze "Lastenroller" had een gedraaide (langsgeplaatste) motor en cardanaandrijving met een differentieel en elektrische startmotor. Het laadvermogen was 250 kg. Er werden er echter slechts 485 van gebouwd en in 1955 was het model alweer uit productie.

### 1954
1954 Was een belangrijk jaar voor de Isaria Maschinenfabrik van Hans Glas. Om te beginnen werd de productie van Rolletta-scooters van de failliete Maschinenfabrik Erich Röhr GmbH overgenomen. Deze scooters hadden dezelfde 197cc ILO-motoren die de Goggo's hadden. Van de Goggo 150- en 200cc-modellen werden nieuwe, luxere modellen gemaakt, de T55-serie. Bovendien startte het bedrijf met "vierwielige", overdekte scooters, de Goggomobil dwergauto's.
In 1956 wilde het bedrijf de productie van scooters beëindigen, ten gunste van de productie van de Goggomobil-dwergauto's, maar motorenleverancier ILO hield Glas aan het lopende contract voor de afname van inbouwmotoren, waardoor men genoodzaakt was tot in 1957 door te gaan. Bovendien was er onder klanten en dealers nog steeds vraag naar Goggo-scooters. Daarom werd nog een laatste serie met de typenaam T57 geproduceerd.

### Technische gegevens
| Goggo/Isaria        | 125                                           | 150                                           | 200                                           | 125/2                                         | 150/2                                         | T54 200/2                                     | 200 S                                         | 200 Lastenroller                              | T55 125                                       | T55 150                                       | T55 200                                       | T55 200S                                      | T57 200                                       |
| ------------------- | --------------------------------------------- | --------------------------------------------- | --------------------------------------------- | --------------------------------------------- | --------------------------------------------- | --------------------------------------------- | --------------------------------------------- | --------------------------------------------- | --------------------------------------------- | --------------------------------------------- | --------------------------------------------- | --------------------------------------------- | --------------------------------------------- |
| Periode             | jul 1951-okt 1953                             | apr 1952-okt 1954                             | apr 1952-okt 1954                             | okt 1953-aug 1954                             | okt 1953-aug 1954                             | okt 1953-aug 1954                             | 1953-1954                                     | dec 1953-aug 1954                             | aug 1954-sep 1956                             | aug 1954-sep 1956                             | aug 1954-sep 1956                             | aug 1954-sep 1956                             | 1957                                          |
| Motor               | Luchtgekoelde eencilinder-tweetaktmotor (ILO) | Luchtgekoelde eencilinder-tweetaktmotor (ILO) | Luchtgekoelde eencilinder-tweetaktmotor (ILO) | Luchtgekoelde eencilinder-tweetaktmotor (ILO) | Luchtgekoelde eencilinder-tweetaktmotor (ILO) | Luchtgekoelde eencilinder-tweetaktmotor (ILO) | Luchtgekoelde eencilinder-tweetaktmotor (ILO) | Luchtgekoelde eencilinder-tweetaktmotor (ILO) | Luchtgekoelde eencilinder-tweetaktmotor (ILO) | Luchtgekoelde eencilinder-tweetaktmotor (ILO) | Luchtgekoelde eencilinder-tweetaktmotor (ILO) | Luchtgekoelde eencilinder-tweetaktmotor (ILO) | Luchtgekoelde eencilinder-tweetaktmotor (ILO) |
| boring              | 52 mm                                         | 57 mm                                         | 62 mm                                         | 52 mm                                         | 57 mm                                         | 62 mm                                         | 62 mm                                         | 62 mm                                         | 52 mm                                         | 57 mm                                         | 62 mm                                         | 62 mm                                         | 62 mm                                         |
| slag                | 58 mm                                         | 58 mm                                         | 58 mm                                         | 58 mm                                         | 58 mm                                         | 58 mm                                         | 58 mm                                         | 58 mm                                         | 58 mm                                         | 58 mm                                         | 58 mm                                         | 58 mm                                         | 58 mm                                         |
| Cilinderinhoud      | 123 cc                                        | 147 cc                                        | 197 cc                                        | 123 cc                                        | 147 cc                                        | 197 cc                                        | 197 cc                                        | 197 cc                                        | 123 cc                                        | 147 cc                                        | 197 cc                                        | 197 cc                                        | 197 cc                                        |
| Max. Vermogen       | 4,6 pk                                        | 6,7 pk                                        | 10 pk                                         | 4,6 pk                                        | 6,7 pk                                        | 10 pk                                         | 10 pk                                         | 10 pk                                         | 4,6 pk                                        | 6,7 pk                                        | 10 pk                                         | 10 pk                                         | 10 pk                                         |
| Topsnelheid in km/h | 70                                            | 80                                            | 90                                            | 70                                            | 80                                            | 90                                            | 90                                            | 60                                            | 70                                            | 80                                            | 90                                            | 90                                            | 90                                            |
| Aandrijving         | ketting                                       | ketting                                       | ketting                                       | ketting                                       | ketting                                       | ketting                                       | ketting                                       | cardan                                        | ketting                                       | ketting                                       | ketting                                       | ketting                                       | ketting                                       |
| Gewicht in kg       | 120                                           | 122                                           | 130                                           | 120                                           | 122                                           | 130                                           | 132                                           | > 230 (afhankelijk van uitvoering)            | 124                                           | 134                                           | 135                                           | 135                                           | 135                                           |

## Goggomobil dwergauto's
Al in 1952 was Hans Glas begonnen met de ontwikkeling van een "overdekte scooter", maar pas vanaf 1955 werd de Goggomobil gemaakt, een dwergauto met een tweecilinder-tweetaktmotor met geforceerde luchtkoeling, waarvan al in het eerste jaar 9000 exemplaren van de band rolden. De eerste paar jaar werden de auto's zeer karig uitgerust, pas in 1957 kwam er een tweede ruitenwisser en draai- in plaats van schuiframen. Er werden limousine (sedan) en sportcoupé-modellen gemaakt, beide met naar keuze een 250- of 300cc-cilinderinhoud. Vanaf 1957 was ook een 400cc-motor beschikbaar, waaruit men 20 pk wist te halen.
De auto was praktischer dan de Duitse concurrenten, zoals de Messerschmitt, de BMW Isetta, de Lloyd en de Heinkel Kabinenroller. Binnen één jaar exporteerde Glas de Goggomobil al naar 36 landen; er werden 170 stuks per dag geproduceerd. In 1957 werden een coupéversie, een pick-up en een bestelwagen uitgebracht. De auto's werden met verschillende motoren geleverd:
- sedanmodellen: T 250, T 300, T 400 (1955-1969), totaal 210.000 stuks
- sportcoupémodellen: TS 250, TS 300, TS 400 (1957-1969), totaal 66.000 stuks
- bestelwagen TL 250, TL 300, TL 400(1957-1965), totaal 3660 stuks

De productie werd gestopt in 1969, 2½ jaar nadat BMW het bedrijf had overgenomen. In totaal waren meer dan 284.000 exemplaren gemaakt.

### Goggomobil Dart
De Goggomobil Dart was geen product van Hans Glas, maar werd ontwikkeld en geproduceerd in Australië, naar een idee van autohandelaar Bill Buckle uit Sydney. De Goggomobil-dwergauto's waren ook in Australië zeer succesvol, en Buckle kwam op het idee een kleine sportwagen op basis van de dwergauto te bouwen. Hij reisde persoonlijk af naar Dingolfing om producent Hans Glas te overtuigen en kreeg toestemming de wagentjes in licentie te produceren.
De Dart was gebouwd op dezelfde bodemplaat als de Goggomobil, met dezelfde aandrijflijn en zelfs de motorkap van de sedanmodellen. De fiberglas carrosserie was echter in Australië ontwikkeld en geproduceerd. Ze had duidelijke trekken van de Jaguar E-type, inclusief de verzonken koplampen. Men kon ook een rolbeugel en een cabriokap leveren. De normale 300- en 400cc luchtgekoelde tweecilindertweetaktmotoren werden toegepast. Door het lage voertuiggewicht van slechts 345 kg was de topsnelheid echter hoger: de 300cc-versie haalde 100 km per uur, de 400cc-versie 110 km per uur.
De Dart werd als Goggomobil Dart verkocht, met de gestileerde "G" (Glas) op de carrosserie, zonder verwijzing naar de Australische producent. Hij werd van 1959 tot 1962 geproduceerd, maar was in verhouding tot de Goggomobil-dwergauto's vrij duur. Er zijn ca. 700 stuks gebouwd.

### Technische gegevens
| Goggomobil          | T 250                                    | T 300                                    | T 400                                    | TS 250                                   | TS 300                                   | TS 400                                   | TL 250                                   | TL 300                                   | TL 400                                   | Dart 300                                 | Dart 400                                 |
| ------------------- | ---------------------------------------- | ---------------------------------------- | ---------------------------------------- | ---------------------------------------- | ---------------------------------------- | ---------------------------------------- | ---------------------------------------- | ---------------------------------------- | ---------------------------------------- | ---------------------------------------- | ---------------------------------------- |
| Bouwwijze           | Sedan                                    | Sedan                                    | Sedan                                    | Coupé                                    | Coupé                                    | Coupé                                    | Bestelwagen/Pick-up                      | Bestelwagen/Pick-up                      | Bestelwagen/Pick-up                      | Roadster                                 | Roadster                                 |
| Periode             | 1955-1969                                | 1955-1969                                | 1955-1969                                | 1957-1969                                | 1957-1969                                | 1957-1969                                | 1957-1965                                | 1957-1965                                | 1957-1965                                | 1959-1962                                | 1959-1962                                |
| Motor               | Luchtgekoelde tweecilinder-tweetaktmotor | Luchtgekoelde tweecilinder-tweetaktmotor | Luchtgekoelde tweecilinder-tweetaktmotor | Luchtgekoelde tweecilinder-tweetaktmotor | Luchtgekoelde tweecilinder-tweetaktmotor | Luchtgekoelde tweecilinder-tweetaktmotor | Luchtgekoelde tweecilinder-tweetaktmotor | Luchtgekoelde tweecilinder-tweetaktmotor | Luchtgekoelde tweecilinder-tweetaktmotor | Luchtgekoelde tweecilinder-tweetaktmotor | Luchtgekoelde tweecilinder-tweetaktmotor |
| Cilinderinhoud      | 247 cc                                   | 296 cc                                   | 395 cc                                   | 247 cc                                   | 296 cc                                   | 395 cc                                   | 247 cc                                   | 296 cc                                   | 395 cc                                   | 296 cc                                   | 395 cc                                   |
| Max. Vermogen       | 13,6 pk                                  | 14,8 pk                                  | 20 pk (vanaf 1961 18,5 pk)               | 13,6 pk                                  | 14,8 pk                                  | 20 pk (vanaf 1961 18,5 pk)               | 13,6 pk                                  | 14,8 pk                                  | 20 pk (vanaf 1961 18,5 pk)               | 14,8 pk                                  | 20 pk (vanaf 1961 18,5 pk)               |
| Topsnelheid in km/h | 74                                       | 90                                       | 100                                      | 84                                       | 95                                       | 105                                      | 67                                       | 70                                       | 75                                       | 100                                      | 110                                      |
| Gewicht in kg       | 415                                      | 415                                      | 435                                      | 460                                      | 460                                      | 460                                      | onbekend                                 | onbekend                                 | onbekend                                 | 345                                      | 345                                      |

## Glas-auto's
| "Das Große Goggomobil" T 600 uit 1958 had nog tamelijk ronde vormen |
| Glas Isar uit 1964                                                  |

De dwergauto's voorzagen weliswaar in de behoefte naar vervoer in de jaren na de Tweede Wereldoorlog, maar met de toenemende welstand en de internationale opkomst van kleine, betaalbare auto's als de Volkswagen Kever, de Morris Minor 1000, de Fiat 500 en -600 kwamen "echte" auto's binnen het bereik van veel meer consumenten. Glas besloot over te stappen naar de productie van grotere modellen.

### Goggomobil T 600 en T 700

#### Prototype
Het prototype van de nieuwe "Goggomobil T 600" werd in 1957 tijdens de IAA in Frankfurt am Main gepresenteerd. Helaas veel te vroeg, want tijdens proefritten bleek dat de auto, die voorzien was van een luchtgekoelde tweecilinder-boxermotor en voorwielaandrijving, heel veel last had van onderstuur. Dat had alles te maken met de plaats van de motor, die ruim vóór de vooras lag. Het verplaatsen van motor en versnellingsbak zou te veel tijd en geld kosten, waardoor werd besloten de auto om te bouwen naar achterwielaandrijving. Daardoor werd de achteras zwaarder, omdat ze nu het differentieel moest bevatten, en werd het stuurgedrag meer neutraal.
De eerste modellen uit 1958 kregen nog de naam "Goggomobil T 600", waardoor ze al snel de bijnaam "Grote Goggomobil" kregen. Ze hadden een afwijkend schakelpatroon, omdat de H-versnellingsbak na de ombouw naar achterwielaandrijving achterstevoren lag. Daarom zaten de eerste en derde versnelling achter en de tweede en vierde versnelling vóór. De T 600 leverde 20 pk en had al een - voor die tijd zeer moderne - zelfdragende carrosserie. De voorwielen waren onafhankelijk opgehangen en hadden schroefveren. Achter was een starre as met bladvering toegepast. De T 600 kreeg al binnen twee maanden (in augustus 1958) een zwaarder zustermodel, de T 700 die 30 pk leverde. De auto's werden als sedan uitgevoerd.

### Kinderziekten
De eerste modellen werden aanvankelijk goed verkocht, maar bleken ernstige kinderziekten te vertonen: het aluminium inlaatspruitstuk vervormde bij hoge temperaturen, waardoor het brandstofverbruik zeer hoog kon worden (1 liter op 8 kilometer). De zelfdragende carrosserie vervormde op slechte wegen zo erg, dat de voorruit er uit kon vallen. Daarom werd die vanaf 1959 verstevigd met twee langsliggende kokerbalken in de bodemplaat. Uiteraard deden deze problemen de naam van Glas geen goed.

### Isar T 600, T 700, K 600 en K 700
In 1959 verschenen er meer varianten van de T 600 en 700, de stationwagens die K 600 en K 700 genoemd werden. De naam "Goggomobil" werd losgelaten. Die herinnerde immers te veel aan de dwergauto's, een imago waar Glas zich juist van wilde losmaken. Daarom werd de naam veranderd in "Glas Isar". In 1960 kregen de modellen een facelift. Alle modellen werden 25 mm langer door gewijzigde achterlichten, konden voorzien worden van verchroomde voorbumpers, de achterkant van de carrosserie werd hoger zodat een grotere achterruit geplaatst kon worden. Het vermogen van de 600cc-modellen werd zelfs iets lager: 19 pk.

### Technische gegevens
| Glas                | Goggomobil T 600                     | Goggomobil T 700                     | Isar T 600                           | Isar T 700                           | Isar K 600                           | Isar K 700                           | Isar T 600 (facelift)                | Isar T 700 (facelift)                | Isar K 600 (facelift)                | Isar K 700 (facelift)                |
| ------------------- | ------------------------------------ | ------------------------------------ | ------------------------------------ | ------------------------------------ | ------------------------------------ | ------------------------------------ | ------------------------------------ | ------------------------------------ | ------------------------------------ | ------------------------------------ |
| Bouwwijze           | Sedan                                | Sedan                                | Sedan                                | Sedan                                | Stationwagen                         | Stationwagen                         | Sedan                                | Sedan                                | Stationwagen                         | Stationwagen                         |
| Periode             | jun 1958-okt 1959                    | aug 1958-okt 1959                    | nov 1959-jul 1960                    | nov 1959-jul 1960                    | nov 1959-jul 1960                    | nov 1959-jul 1960                    | aug 1960-aug 1965                    | aug 1960-aug 1965                    | aug 1960-aug 1965                    | aug 1960-aug 1965                    |
| Motor               | Luchtgekoelde tweecilinderboxermotor | Luchtgekoelde tweecilinderboxermotor | Luchtgekoelde tweecilinderboxermotor | Luchtgekoelde tweecilinderboxermotor | Luchtgekoelde tweecilinderboxermotor | Luchtgekoelde tweecilinderboxermotor | Luchtgekoelde tweecilinderboxermotor | Luchtgekoelde tweecilinderboxermotor | Luchtgekoelde tweecilinderboxermotor | Luchtgekoelde tweecilinderboxermotor |
| Cilinderinhoud      | 584 cc                               | 688 cc                               | 584 cc                               | 688 cc                               | 584 cc                               | 688 cc                               | 584 cc                               | 688 cc                               | 584 cc                               | 688 cc                               |
| Max. Vermogen       | 15 kW (20 pk)                        | 22 kW (30 pk)                        | 15 kW (20 pk)                        | 22 kW (30 pk)                        | 15 kW (20 pk)                        | 22 kW (30 pk)                        | 14 kW (19 pk)                        | 22 kW (30 pk)                        | 14 kW (19 pk)                        | 22 kW (30 pk)                        |
| Topsnelheid in km/h | 102                                  | 112                                  | 102                                  | 112                                  | 98                                   | 110                                  | 105                                  | 110                                  | 100                                  | 110                                  |
| Gewicht in kg       | 650                                  | 650                                  | 650                                  | 650                                  | 705                                  | 705                                  | 650                                  | 650                                  | 720                                  | 720                                  |

### Glas 1004, 1204, 1304

#### Prototype
Al in 1960 begon de voormalige BMW-constructeur Leonhard Ischinger met de ontwikkeling van een nieuwe vloeistofgekoelde viercilinder-lijnmotor voor Glas. Deze OHC motor was de eerste ter wereld waarbij de nokkenas werd aangedreven door een getande riem. Het was een 1000cc-motor waarvoor in 1961 een coupé carrosserie werd ontwikkeld, gemonteerd op de verlengde bodemplaat van een Glas Isar. Deze Glas S 1004 werd eind 1961 op de IAA tentoongesteld.

#### S 1004
De S 1004 kwam in 1962 op de markt. Glas had al tot tweemaal toe het vermogen van een auto moeten verlagen om de betrouwbaarheid te vergroten (bij de 400cc-Goggomobil-modellen en bij de 600cc-Isar-modellen) en dat was wellicht de reden dat men dat bij de S 1004 meteen al gedaan had: het vermogen was in principe hoger, maar was teruggebracht naar 42 pk bij 4.800 tpm. De stalen zelfdragende carrosserie was nog steeds verstevigd met kokerbalken in de bodemplaat. Net als bij de Isar was er vóór onafhankelijke wielophanging met schroefveren en achter een starre as met bladveren toegepast. Vóór en achter was de vering aangevuld met luchtbalgen.
De S 1004 kwam als coupé op de markt, maar al in januari 1963 verscheen ook een cabrioletversie. In dat jaar werden ook schijfremmen als aanvulling leverbaar. Het was een zogenaamde "2+2", met twee volwaardige zitplaatsen vóór en twee zitplaatsen zonder noemenswaardige bewegingsruimte achter. De rijeigenschappen van de auto waren niet slecht, hoewel de remmen en de gevoeligheid voor dynamische aslastverplaatsing (voor- en achterover duiken bij remmen en accelereren) werden bekritiseerd. Vreemd genoeg was bij deze nieuw ontwikkelde auto het vreemde, omgedraaide schakelpatroon van de Isar-modellen gebleven, wat ook ongemakkelijk was voor bestuurders die aan een normale H-versnelling gewend waren. De nieuwe tandriemaandrijving van de nokkenas kreeg uiteraard veel aandacht in de pers, maar schrikte aspirant kopers ook weleens af, omdat aan de betrouwbaarheid werd getwijfeld.

#### 1204 en S 1204

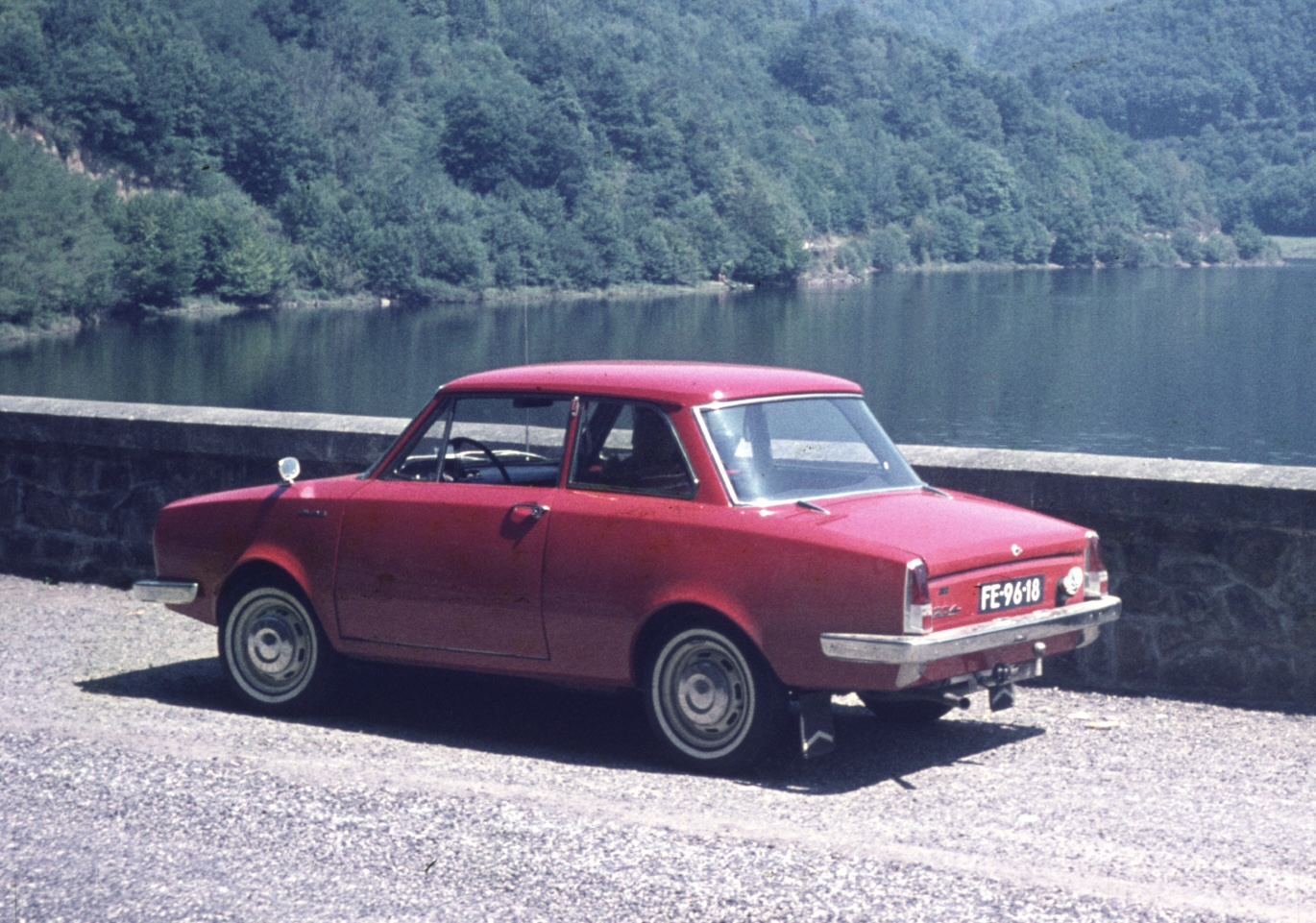
Glas 1204

Al snel bleek dat klanten een volwaardige vierzitter wilden, waarna Glas besloot een sedan op de markt te brengen. Omdat deze auto zwaarder was, werd de motor iets vergroot door de krukas een langere slag te geven. Daarmee kwam de cilinderinhoud op bijna 1200 cc. Door de grotere 53 pk sterke motor ook in de Coupé en de Cabriolet te bouwen, ontstond de 1204 S in beide varianten.

#### 1004 TS en 1204 TS
In november 1963 verschenen veel sterkere versies van de 1000- en 1200cc-motoren. De 1000cc-motor, aanvankelijk nog geknepen om de betrouwbaarheid te garanderen, steeg van 42 naar 63 pk, de 1200 van 53 naar 70 pk. Deze modellen haalden ca. 160 km/uur en benaderden daarmee de sportmodellen van Porsche en Alfa Romeo, maar ze waren wel enkele duizenden Duitse marken goedkoper. De modellen hadden nu ook standaard schijfremmen vóór. Vanaf 1964 werden enkele sportieve successen op nationaal niveau geboekt met de 1204 TS.

#### 1304 TS, 1304 en S 1304
In maart 1965 werd de 1300cc-motor uit de inmiddels geïntroduceerde 1300 GT in het sedanmodel 1304 TS gemonteerd. Deze motor leverde aanvankelijk 75 pk, maar in september was dit vermogen al verhoogd naar 85 pk, waarmee een topsnelheid van 168 km/uur gehaald kon worden. In september verscheen echter ook een wat tammere uitvoering van de motor, die 60 pk leverde en in de modellen S 1304 Sedan en S 1304 Coupé en Cabriolet gebouwd werd.

#### 1004
Ook de 1004 Sedan kwam in september 1965 op de markt, met een tot 40 pk geknepen motor van de 1004 TS.

#### 1004 CL en 1304 CL
De CL-modellen verschenen in 1966 en waren hatchbacks, met een derde deur als "achterklep". Dit was indertijd bepaald geen ingeburgerd voertuigtype en het werd dan ook geen groot succes. De modellen waren voorzien van de 1004 (40 pk) en 1304 (60 pk) motoren. Toen Glas in december 1967 de productie van alle andere modellen beëindigde, bleven de CL's nog tot in april 1968, inmiddels onder de vlag van BMW, in productie.

### Technische gegevens
| Glas                | S 1004             | S 1004              | 1204               | S 1204             | S 1204             | 1004 TS            | 1004 TS            | 1204 TS            | S 1204 TS          | S 1204 TS          | 1304 TS               | 1304               | S 1304             | S 1304             | 1004               | 1004 CL            | 1304 CL            |
| ------------------- | ------------------ | ------------------- | ------------------ | ------------------ | ------------------ | ------------------ | ------------------ | ------------------ | ------------------ | ------------------ | --------------------- | ------------------ | ------------------ | ------------------ | ------------------ | ------------------ | ------------------ |
| Bouwwijze           | Coupé              | Cabriolet           | Sedan              | Coupé              | Cabriolet          | Coupé              | Cabriolet          | Sedan              | Coupé              | Cabriolet          | Sedan                 | Sedan              | Coupé              | Cabriolet          | Sedan              | Hatchback          | Hatchback          |
| Periode             | aug 1962- mei 1965 | jan 1963- jul 1967  | jan 1963- jul 1965 | jan 1963- jul 1965 | jan 1963- jul 1965 | nov 1963- jul 1965 | nov 1963- jul 1965 | nov 1963- jul 1965 | nov 1963- jul 1965 | nov 1963- jul 1965 | mrt 1965- aug 1967    | sep 1965- dec 1967 | sep 1965- dec 1967 | sep 1965- dec 1967 | sep 1965- aug 1967 | aug 1966- aug 1967 | aug 1966- mrt 1968 |
| Cilinderinhoud      | 992 cc             | 992 cc              | 1189 cc            | 1189 cc            | 1189 cc            | 992 cc             | 992 cc             | 1189 cc            | 1189 cc            | 1189 cc            | 1290 cc               | 1290 cc            | 1290 cc            | 1290 cc            | 992 cc             | 992 cc             | 1290 cc            |
| Max. Vermogen       | 31 kW (42 pk)      | 29-31 kW (40-42 pk) | 39 kW (53 pk)      | 39 kW (53 pk)      | 39 kW (53 pk)      | 47 kW (64 pk)      | 47 kW (64 pk)      | 51 kW (70 pk)      | 51 kW (70 pk)      | 51 kW (70 pk)      | 55-62,5 kW (75-85 pk) | 44 kW (60 pk)      | 44 kW (60 pk)      | 44 kW (60 pk)      | 29 kW (40 pk)      | 29 kW (40 pk)      | 44 kW (60 pk)      |
| Topsnelheid in km/h | 135                | 135                 | 140                | 140                | 140                | 150                | 150                | 160                | 160                | 160                | 168                   | 148                | 148                | 148                | 130                | 130                | 148                |
| Gewicht in kg       | 750                | 775                 | 760                | 750                | 775                | 750                | 775                | 760                | 750                | 775                | 790                   | 760                | 750                | 775                | 760                | 800                | 810                |

### Glas 1300 GT, 1700, 1700 GT, 1700 TS

#### 1300 GT
De Glas 1300 GT werd in 1963 al op de IAA getoond, maar de productie startte pas in maart 1964. Met deze auto nam de firma Hans Glas GmbH definitief afstand van het Goggomobil-imago (hoewel de Goggomobil nog steeds geproduceerd werd). De 1300 GT was een uitermate sportieve auto, die was ontworpen door de Italiaanse ontwerper Pietro Frua. De motor was feitelijk een opgeboorde S 1004-motor, met de typische tandriemaandrijving. Hij leverde aanvankelijk 55 kW (75 pk). De auto, die aanvankelijk als coupé, maar vanaf september 1964 ook als cabriolet leverbaar was, haalde daarmee een topsnelheid van 170 km/uur. In september 1965 werd het motorvermogen verhoogd naar 62,5 kW (85 pk) en was een topsnelheid 175 km/uur haalbaar.

#### 1500cc Sedan-prototype
Al in september 1963 werd een prototype van deze auto als Glas 1500 GT voorgesteld tijdens de IAA. Deze door Pietro Frua ontworpen vierdeurs sedan had veel gelijkenis met een eerder ontwerp, dat Frua voor de opvolger van de Borgward Isabella had getekend. Dit model was door het faillissement van Borgward nooit in productie gekomen. Het Glas-prototype droeg echter een nieuw stijlelement, de Hofmeister-knik. Dit was een kromming in de achterste dakstijl die door BMW-ontwerper Wilhelm Hofmeister op de BMW 1500 van 1961 was geïntroduceerd. Leonard Ischinger boorde de 1300cc-Glas-motor op tot 1500 cc, waarmee een vermogen van 51 kW (70 pk) gehaald werd. De Glas 1500 GT kwam echter niet in productie, omdat tijdens proefritten bleek dat de auto veel te zwaar was om als sportieve sedan dienst te doen. Er moest een sterkere motor komen.

#### 1700
Eén jaar na de presentatie van het prototype, in september 1964, kwam de tot 1.682 cc opgeboorde Glas 1700 op de markt. De motor leverde nu 59 kW (80 pk), waardoor een topsnelheid van 150 km/uur haalbaar was. In september 1965 werd het vermogen nog eens verhoogd naar 62,5 kW (85 pk), en de topsnelheid werd 155 km/uur.

#### 1700 GT
In september 1965 verschenen een coupé en een cabrioletversie van de 1300 GT met een 1700cc-motor die 74 kW (100 pk) leverde. Deze motor had een langere slag, was daardoor hoger en daarom kwam er een verhoging in de motorkap van de auto's. Deze verhoogde motorkap werd vanaf dat moment ook op de 1300-versies toegepast. Vóór september 1965 was de motorkap van de 1300 GT slechts voorzien van twee chroomstrips. De 1700 GT-modellen, zowel in Coupé- als Cabriolet-uitvoering, werden erg succesvol.

##### BMW 1600 GT
Na de overname door BMW ging de Glas 1700 GT Coupé door het leven als BMW 1600 GT, voorzien van de motor uit de BMW 1600-2. Wel waren er uiterlijk kleine veranderingen, zoals de BMW-"nieren" in de grill en de achterlichten, die van de BMW 2-serie stamden.

#### 1700 TS
De Glas 1700 GT had intussen een nog veel sterkere motor, die 74 kW (100 pk) leverde. Deze motor werd in de Sedan ingebouwd, die de naam Glas 1700 TS kreeg. Hij kwam in september 1965 op de markt. De 1700 TS had een topsnelheid van 170 km/uur. Na de overname door BMW verdwenen de beide 1700cc-Glas-sedanmodellen van het toneel, omdat BMW met de BMW 1800 en de BMW 2000 zelf sedans in dit segment voerde. De Glas-carrosserieën werden echter korte tijd later weer gebouwd door de BMW-fabriek in Zuid-Afrika, die ze als BMW 1800 GL/SA en BMW 2000 GL/SA uitbracht.

### Technische gegevens
| Glas                | 1500 prototype                           | 1300 GT Coupé 75 pk                      | 1300 GT Cabriolet 75 pk                  | 1700 80 pk                               | 1300 GT Coupé 85 pk                      | 1300 GT Cabriolet 85 pk                  | 1700 85 pk                               | 1700 GT Coupé                            | 1700 GT Cabriolet                        | 1700 TS                                  |
| ------------------- | ---------------------------------------- | ---------------------------------------- | ---------------------------------------- | ---------------------------------------- | ---------------------------------------- | ---------------------------------------- | ---------------------------------------- | ---------------------------------------- | ---------------------------------------- | ---------------------------------------- |
| Bouwwijze           | Sedan                                    | Coupé                                    | Cabriolet                                | Sedan                                    | Coupé                                    | Cabriolet                                | Sedan                                    | Coupé                                    | Cabriolet                                | Sedan                                    |
| Periode             | sep 1963                                 | mrt 1964-aug 1965                        | juli 1964-aug 1965                       | sep 1964-sep 1965                        | sep 1965-aug 1967                        | sep 1965-aug 1967                        | sep 1965-dec 1967                        | sep 1965-dec 1967                        | sep 1965-dec 1967                        | sep 1965-dec 1967                        |
| Motor               | vloeistofgekoelde viercilinder-lijnmotor | vloeistofgekoelde viercilinder-lijnmotor | vloeistofgekoelde viercilinder-lijnmotor | vloeistofgekoelde viercilinder-lijnmotor | vloeistofgekoelde viercilinder-lijnmotor | vloeistofgekoelde viercilinder-lijnmotor | vloeistofgekoelde viercilinder-lijnmotor | vloeistofgekoelde viercilinder-lijnmotor | vloeistofgekoelde viercilinder-lijnmotor | vloeistofgekoelde viercilinder-lijnmotor |
| Cilinderinhoud      | 1489 cc                                  | 1290 cc                                  | 1290 cc                                  | 1682 cc                                  | 1290 cc                                  | 1290 cc                                  | 1682 cc                                  | 1682 cc                                  | 1682 cc                                  | 1682 cc                                  |
| Max. Vermogen       | 51 kW (70 pk)                            | 55 kW (75 pk)                            | 55 kW (75 pk)                            | 59 kW (80 pk)                            | 62,5 kW (85 pk)                          | 62,5 kW (85 pk)                          | 62,5 kW (85 pk)                          | 74 kW (100 pk)                           | 74 kW (100 pk)                           | 74 kW (100 pk)                           |
| Topsnelheid in km/h | 145                                      | 170                                      | 170                                      | 150                                      | 175                                      | 175                                      | 155                                      | 185                                      | 185                                      | 170                                      |
| Gewicht in kg       | 850                                      | 830                                      | 830                                      | 1020                                     | 900                                      | 900                                      | 1020                                     | 920                                      | 920                                      | 1040                                     |

### Glas 2600 V8, Glas 3000 V8, BMW-Glas 3000 V8
| Glas 2600 uit 1967                                            |
| Deze "Glaserati" 3000 V8 heeft al een BMW logo op de motorkap |

Na het succes van de 1700 GT-serie wilde men bij Glas in 1964 een groter coupémodel ontwikkelen, waarbij in eerste instantie gedacht werd aan een zescilindermotor. Door twee cilinderblokken van de 1300 GT te gebruiken verkreeg men echter een cilinderinhoud van 2.600 cc, waardoor uiteindelijk werd gekozen voor een V8. Deze motor kreeg uiteraard twee door tandriemen aangedreven bovenliggende nokkenassen. Ook de carrosserie van deze auto werd ontworpen door Pietro Frua. Hij bespaarde kosten door onderdelen van bestaande voertuigen in te bouwen, zoals de koplampen van een Setra-bus, raamslingers van een Mercedes 230 SL en portiersloten van een Porsche 911. De auto werd in september 1965 tijdens de IAA gepresenteerd. Vanwege de grote gelijkenis met de Maserati Quattroporte uit die tijd kreeg de Glas 2600 V8 de bijnaam “Glaserati”.

#### 2600 V8
Zoals gebruikelijk had Glas de auto gepresenteerd lang voor deze productierijp was. Daardoor kwam hij pas in juli 1966 op de markt. Dankzij de aanwezige 150 paardenkrachten werd een topsnelheid van 198 km/uur gehaald. Er was een bijzonder, door Boge geconstrueerd Hydramat-veersysteem toegepast, waardoor de auto een automatische niveauregeling had. BMW nam het bedrijf Hans Glas GmbH in november 1966 over, en beëindigde de productie van de 2600 V8 in augustus 1967. Er waren toen 317 stuks geleverd.

#### 3000 V8
In februari 1966, maanden vóór de introductie van de 2600 V8, was er al een drieliterprototype met drietrapscarburateur klaar. Dankzij de 160 pk-motor was nu eindelijk de zo belangrijke 200 km/uur-grens haalbaar. Er werd overigens ook nog gewerkt aan een 3.200cc-uitvoering die 175 pk zou moeten leveren. Beide modellen gingen aanvankelijk, door de financiële problemen van het bedrijf én de overname door BMW in november 1966, niet in productie, hoewel er in februari 1966 wél zeventien exemplaren van de Glas 3000 V8 uit een voorserie verkocht waren.

#### BMW Glas 3000 V8
Nadat BMW de productie van de Glas 2600 V8 in augustus 1967 had beëindigd, werd de drieliterversie alsnog vrijwel onveranderd in productie genomen. Zeventien exemplaren werden nog als “Glas 3000 V8” verkocht, daarna werden BMW-logo’s op de auto’s aangebracht en heette het model BMW Glas 3000 V8. Na een jaar werd de productie echter alweer beëindigd. In totaal waren toen 389 stuks geproduceerd.

### Technische gegevens
|                     | Glas 2600 V8                           | Glas 3000 V8                           | BMW-Glas 3000 V8                       |
| ------------------- | -------------------------------------- | -------------------------------------- | -------------------------------------- |
| Bouwwijze           | Sedan                                  | Sedan                                  | Sedan                                  |
| Periode             | jul 1966-aug 1967                      | feb 1966                               | sep 1967-sep 1968                      |
| Motor               | vloeistofgekoelde achtcilinder-V-motor | vloeistofgekoelde achtcilinder-V-motor | vloeistofgekoelde achtcilinder-V-motor |
| Cilinderinhoud      | 2580 cc                                | 2982 cc                                | 2982 cc                                |
| Max. Vermogen       | 110 kW (150 pk)                        | 118 kW (160 pk)                        | 118 kW (160 pk)                        |
| Topsnelheid in km/h | 198                                    | 200                                    | 200                                    |
| Gewicht in kg       | 1200                                   | 1200                                   | 1350                                   |

## Overname door BMW

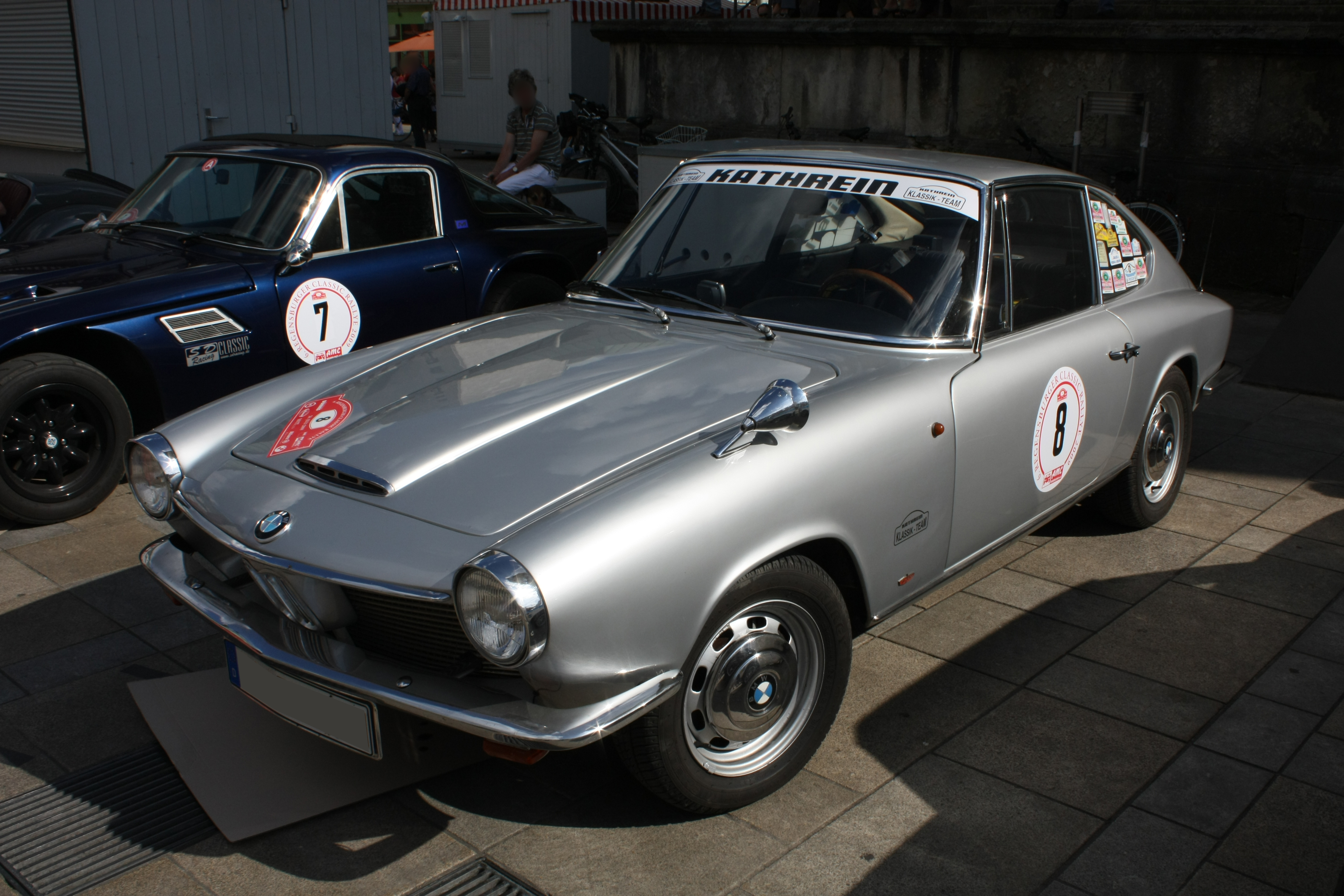
De BMW 1600 GT was oorspronkelijk een Glas 1700 GT

Halverwege de jaren zestig werden de productie- en ontwikkelingskosten te hoog. De firma Glas had sinds de productie van de eerste scooter een enorme groei meegemaakt. In ongeveer 15 jaar tijd via eenvoudige scooters en kleine tweetaktauto's naar zeer zware, snelle en luxe sportmodellen. En dat terwijl Hans Glas aanvankelijk had getwijfeld of het kleine bedrijf de productie van de scooters wel aan kon. BMW had inmiddels juist behoefte aan extra productiecapaciteit en nam de firma Glas op 10 november 1966 over voor 9,1 miljoen DM. Sommige Glas-modellen werden nog enkele jaren in productie gehouden, zoals de 1700 GT Coupé die als BMW 1600 Coupé verder ging, en enkele Goggomobil-modellen. De 3000 V8 werd juist in productie genomen, en kreeg zelfs geen echt BMW uiterlijk, met uitzondering van het logo op de grille. In 1969 liep de laatste Goggomobil van de band in Dingolfing. Vanaf dat moment werden hier uitsluitend nog BMW's geproduceerd.